# Heidesee (Neureut)
Der Heidesee ist ein Baggersee des Kiestagebaus im heutigen Karlsruher Stadtteil Neureut.
Der See liegt auf den Hardtebenen im Flussgebiet der Alb und des Malscher Landgrabens. Sein Ufer hat den Status eines geschützten Biotops. Seit Februar 2021 liegt der See im Landschaftsschutzgebiet Neureuter Feldflur. Er dient als Naherholungsgebiet für Anwohner und Besucher. Baden ist ebenso wie Grillen und Zelten verboten. Ein Fußweg umgibt den gesamten See. An der Nordseite befindet sich eine steile Uferböschung, die gegen Erdrutsch mit einem Zaun gesichert ist und nicht betreten werden darf. Im Osten, etwa 100 Meter entfernt, liegen der Endhalt Heide und die Wendeschleife der Nordstadtbahn. Die Siedlung des Ortsteils Heide beginnt hinter der Ufervegetation des Sees in südlicher Richtung. Westlich grenzt er an die Drachenwiese Neureut.
Die Abwägung zwischen den Belangen des Naturschutzes und der Naherholung am Heidesee ist Gegenstand der politischen und öffentlichen Diskussion.
Der Heidesee in Neureut ist nicht zu verwechseln mit dem gleichnamigen Badesee und Freizeitpark in Forst.